# Allt som jag stulit
Allt som jag stulit är den tredje boken av Lasse Lindroth, och den innehåller en blandning av kåserier, krönikor och ståupptexter.